# Pandaloidea
Los pandaloideos (Pandaloidea) son una superfamilia de camarones, que comprende la gran familia Pandalidae (alrededor de 200 especies) y la Thalassocarididae mucho más pequeña (cuatro especies).